# Weltneria spinosa
Weltneria spinosa is een rankpootkreeftensoort uit de familie van de Lithoglyptidae. De wetenschappelijke naam van de soort is voor het eerst geldig gepubliceerd in 1907 door Berndt.